# Патсі Редді
Патсі Редді (англ. Patricia Lee "Patsy" Reddy; нар. 17 травня 1954, Матамата, Ваїкато, Нова Зеландія) — новозеландський політик і юрист, генерал-губернатор Нової Зеландії (28 вересня 2016 — 28 вересня 2021).

## Біографія
Патсі Редді народилася в 1954 році у Матаматі. У дитинстві жила в Те-Акау, потім у Мінгінуї, де її батьки Ніл та Кей Редді працювали вчителями. У віці шести років вона та її сім'я переїхали до Гамільтона, де вона навчалася у початковій школі Гіллкреста, Пичгровську середню школу та середню школу для дівчат у Гамільтоні. В 1976 році здобула ступінь бакалавра з права, а в 1979 році здобула ступінь магістра з права в університеті королеви Вікторії у Веллінгтоні. Після закінчення навчання була викладачем юридичного факультету цього університету.
В 1982 році розпочала роботу у Веллінгтонській адвокатській фірмі «Watts and Patterson», а у 1983 році стала її першою жінкою-партнером, спеціалізуючись на податкових і корпоративних справах, а також у галузі кіновиробництва. В 1987 році вона перейшла в «Brierley Investments», де пропрацювала 11 років і займалася такими справами як приватизація «Air New Zealand» та створення групи «Skycity Entertainment». В 1999 році вона була одним із співзасновників інвестиційної компанії «Active Equities Limited».
Протягом своєї професійної кар'єри вона виконувала виконавчі та консультативні функції у кількох вітчизняних державних та приватних секторах. Вона була частиною управління державної корпорації «Telecom Corporation», «Southern Petroleum» та «New Zealand Post». Також брала участь у діяльності неурядових організацій у галузі мистецтва, культури, кіно та освіти. В 2012 році вона була нагороджена орденом «За заслуги» Нової Зеландії за свої послуги в галузі культури та бізнесу.
22 березня 2016 року вона була призначена королевою Єлизаветою II генеральним губернатором. 28 вересня 2016 року склали присягу.
Патсі Редді одружена з адвокатом Девідом Гаскойном з березня 2016 року. В 1988 році вона розлучилася зі своїм першим чоловіком Джеффом Гартлі, також юристом.